# Beesel (gemeente)

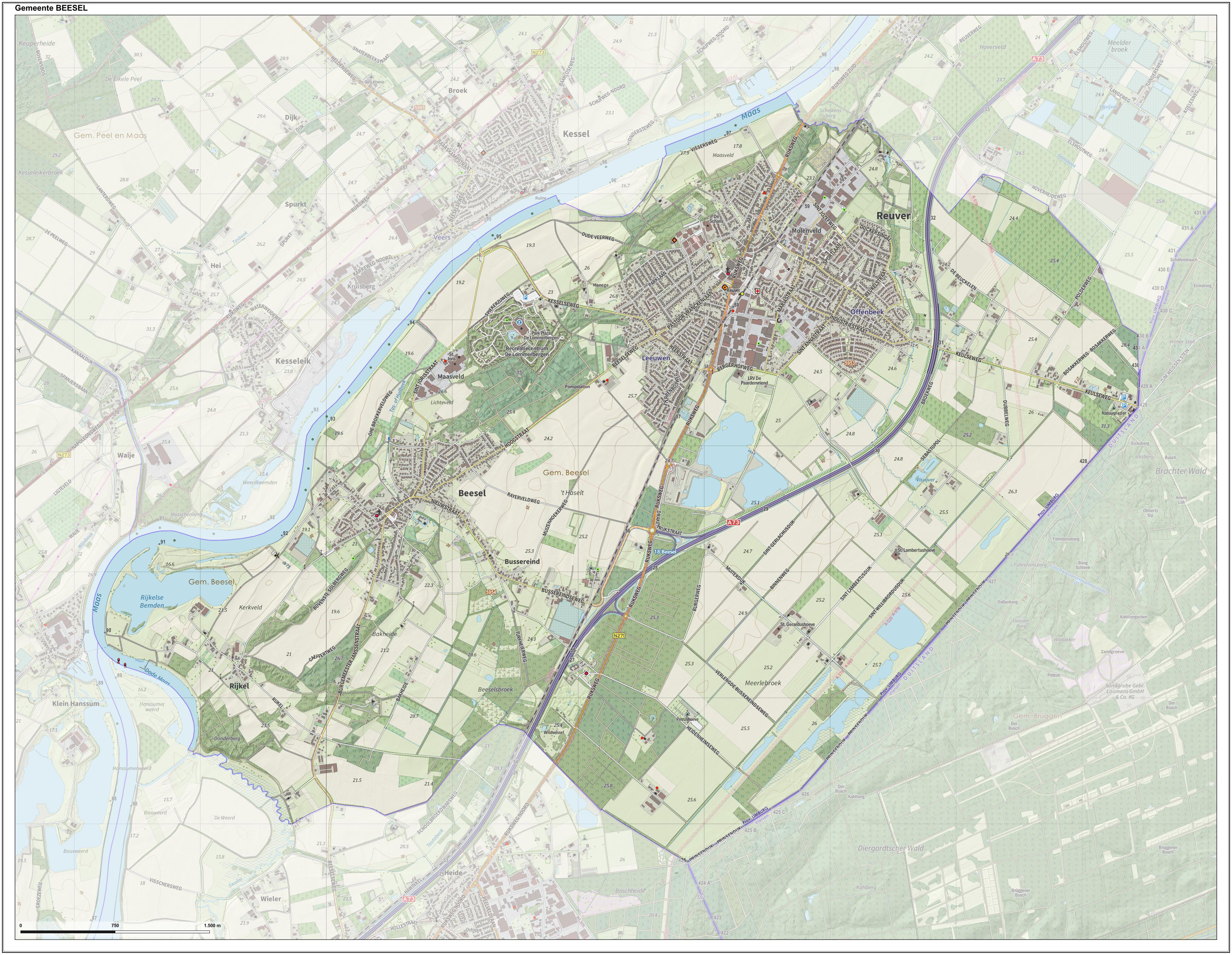
Topografische gemeentekaart van Beesel

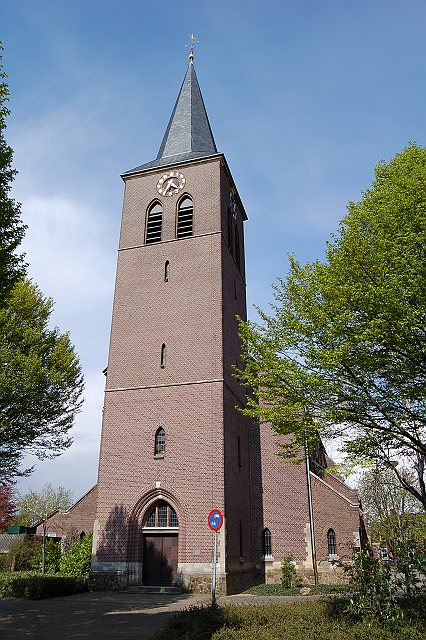
De St. Gertrudiskerk te Beesel

Beesel (uitspraakⓘ) is een gemeente in de Nederlandse provincie Limburg. Het dorp Beesel vormt er de historische kern van, maar het gemeentehuis bevindt zich te Reuver, dat de grootste deelkern is.
De gemeente Beesel ligt op het snijpunt tussen Noord- en Midden-Limburg, tussen Swalmen (gemeente Roermond), Belfeld (gemeente Venlo) en Kessel (gemeente Peel en Maas), en grenst in het oosten aan Brüggen (Duitsland).  De gemeente telt 13.394 inwoners en heeft een totale oppervlakte van 29,15 km², waarvan 27,99 km² land en 1,16 km² water (22 november 2024, Bron: CBS).

## Geschiedenis
Het dorp Beesel (ook wel Besel, Biessel of Bieslo geschreven) is voor het eerst vermeld in 1275. Rond 1340 behoorde het binnen het Overkwartier van Gelre tot het ambt Roermond, dat ook Roermond, Swalmen en Asselt omvatte. Niet veel later werd dit ambt met het land Montfort samengevoegd tot het ambt Montfort, dat zich binnen het huidige Midden-Limburg uitstrekte ten oosten van de Maas, zowel ten noorden als ten zuiden van Roermond (maar zonder Roermond zelf, dat sinds 1547 de hoofdstad van het Overkwartier (of Opper-Gelre) was).
Binnen dit ambt Montfort vormde Beesel samen met Belfeld eeuwenlang één schepenbank. Lange tijd hoorden beide plaatsen bij Spaans Opper-Gelre. In 1713 kwam Beesel samen met Venlo, het ambt Montfort en enkele andere gemeenten (schepenbanken) als Staats-Opper-Gelre aan de Verenigde Provinciën.

## Kernen
De gemeente bestaat uit vijf officiële kernen:
Inwoners op 31 december 2010 (Offenbeek, Ouddorp en Rijkel) en 1 januari 2023 (Beesel en Reuver).
De kern Offenbeek is het gedeelte dat ligt aan de oostkant van de spoorlijn Venlo - Roermond. Dwars door Offenbeek loopt de Keulseweg, die doorloopt tot aan de grens met Duitsland. Nieuwbouw is binnen Offenbeek gerealiseerd, o.a. de wijken: De Offenbeker Bemden en de Greswaren. 
De gemeente Beesel bestaat daarnaast uit diverse buurtschappen, onder andere Rijkel, Bussereind, Witteberg, Meuleberg Markt en Mortel.

## Bezienswaardigheden
- Een van de oudst bewaarde gebouwen is kasteel Nieuwenbroeck.
- De St. Gertrudiskerk in Beesel stamt uit 1842 en werd gebouwd naar een ontwerp van architect Jean Dumoulin. In 1926 werd het noordelijke gedeelte in neogotische stijl uitgebreid en twee jaar later werd de hele kerk in deze stijl verbouwd. Architect was toen Caspar Franssen.

### Monumenten
In de gemeente zijn er een aantal rijksmonumenten, gemeentelijke monumenten en een oorlogsmonument, zie:
- Lijst van rijksmonumenten in Beesel (gemeente)
- Lijst van gemeentelijke monumenten in Beesel
- Lijst van oorlogsmonumenten in Beesel

## Media
De gemeente Beesel heeft diverse lokale radio- en televisiestations; deze zijn hieronder opgenomen.
|  | Omroep / Programma   | Soort media                                                     | Te ontvangen via               | Actief                                                                 |
|  | -------------------- | --------------------------------------------------------------- | ------------------------------ | ---------------------------------------------------------------------- |
|  | Omroep Maas en Grens | Radio, tv en kabelkrant                                         | Kabel en in de ether           | Actief geweest in de jaren 90                                          |
|  | Omroep VOX           | Radio, tv en kabelkrant                                         | Kabel en in de ether           | Actief geweest in de jaren 2000 als opvolger van omroep Maas en Grens. |
|  | YouseeRadio          | Radio                                                           | Internet, kabel en in de ether | Actief geweest als opvolger van Omroep VOX.                            |
|  | RTV Beesel           | Tv / Kabelkrant                                                 | Kabel en digitale tv van Ziggo | Actief geweest als opvolger van Omroep VOX.                            |
|  | Gewoon Lokaal        | Tv-programma voor de gemeente Beesel                            | Internet en Ruiver.nl          | Na een fusie met RTV-Roermond opgegaan in deze organisatie             |
|  | RTV Roermond         | Tv en radio voor meerdere gemeentes in de omgeving van Roermond | Kabel en digitale tv van Ziggo | Gestopt                                                                |
|  | Ruiver.nl            | Nieuwssite                                                      | Internet                       | Reeds actief                                                           |
|  | TV Ellef             | Tv                                                              | Via digitale tv                | Reeds actief                                                           |
|  | Omroep P&M           | Radio, tv en online                                             | Via digitale tv                | Reeds actief                                                           |

## Politiek

### Gemeenteraad
De gemeenteraad bestaat uit 15 zetels. Hieronder de behaalde zetels per partij bij de gemeenteraadsverkiezingen sinds 2022.
| Zetelverdeling Gemeenteraad | Zetelverdeling Gemeenteraad | Zetelverdeling Gemeenteraad | Zetelverdeling Gemeenteraad |
| Partij                      | 2014                        | 2018                        | 2022                        |
| --------------------------- | --------------------------- | --------------------------- | --------------------------- |
| CDA                         | 4                           | 5                           | 5                           |
| VLP                         | 6                           | 5                           | 4                           |
| Beeselse Lijst              | 3                           | 3                           | 3                           |
| Samen Verder                | -                           | 2                           | 3                           |
| PvdA                        | 2                           | -                           | -                           |
| Totaal                      | 15                          | 15                          | 15                          |

## Aangrenzende gemeenten
| Aangrenzende gemeenten | Aangrenzende gemeenten | Aangrenzende gemeenten | Aangrenzende gemeenten | Aangrenzende gemeenten |
| ---------------------- | ---------------------- | ---------------------- | ---------------------- | ---------------------- |
| Peel en Maas           |                        |                        |                        | Venlo                  |
|                        |                        |                        |                        |                        |
|                        |                        |                        |                        |                        |
|                        |                        |                        |                        |                        |
| Leudal                 |                        | Roermond               |                        | Brüggen (D)            |

## Verkeer en vervoer

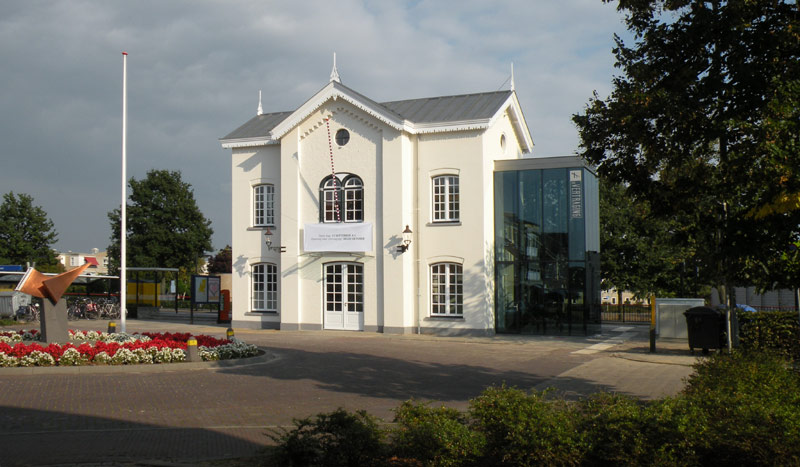
Station Reuver

### Openbaar vervoer
Het openbaar vervoer in de gemeente Beesel wordt vanaf 11 december 2016 verzorgd door Arriva Personenvervoer Nederland en bestaat uit een buslijn die naar Reuver, Beesel, Tegelen, Swalmen, Venlo en Roermond gaat. Tevens is er een treinverbinding van stoptreinen (2x/uur) naar Nijmegen, Roermond en Venlo met nummer RS11. Via een veerpont over de Maas is Kessel te bereiken.
|  | Lijn       | Bestemming                                                                  | Soort vervoer | Bijzonderheden                               |
|  | ---------- | --------------------------------------------------------------------------- | ------------- | -------------------------------------------- |
|  | 66         | Venlo - Tegelen - Belfeld - Reuver - Beesel - Swalmen - Roermond            | Streekbus     |                                              |
|  | RS11       | Roermond - Swalmen - Reuver - Tegelen - Venlo - Venray - Boxmeer - Nijmegen | Stoptrein     |                                              |
|  | Veerdienst | Beesel - Kessel                                                             | Veerpont      |                                              |
|  | Veerdienst | Beesel - Neer                                                               | Veerpont      | Alleen geschikt voor fietsers en voetgangers |

### Wegverbindingen
- Nijmegen - Venlo - Roermond